# Jóźwin (wieś)
Jóźwin – wieś w Polsce, położona w województwie wielkopolskim, w powiecie konińskim, w gminie Kazimierz Biskupi.
W latach 1975–1998 miejscowość administracyjnie należała do województwa konińskiego.
Przed II wojną światową istniał tu folwark. 
W trakcie II wojny światowej Niemcy deportowali na roboty przymusowe do Niemiec 22 mieszkańców Jóźwina. 
Po wojnie na bazie dawnego folwarku powstało Państwowe Gospodarstwo Rolne. 
W 1948 roku we wsi powstała Ochotnicza Straż Pożarna.  
W lutym 1984 podczas robót w Kopalni Węgla Brunatnego Konin, w odkrywce "Jóźwin" robotnicy z koparką przypadkiem znaleźli szkielet wymarłego słonia Palaeoloxodon antiquus, jednego z największych znanych ssaków.  
We wsi istniała również szkoła.  